# 김혁 (1972년)
김혁(1972년 ~ )은 대한민국의 유도 선수이다. 그는 1997년 파리에서 열린 세계 유도 선수권 대회 에서 kg) 부문에서 라이트급에서 금메달을 땄다 1994년 그는 일본 히로시마 아시안게임 등 5개 국제대회에서 우승했다.
김혁은 이후 2008년 하계 올림픽 한국 여자 유도 팀의 보조 코치직을 맡았다.